# Il laboratorio di Dexter - Viaggio nel futuro
Il laboratorio di Dexter - Viaggio nel futuro (Dexter's Laboratory: Ego Trip) è un film d'animazione del 1999 diretto da Genndy Tartakovsky. 
Basato sulla serie animata Il laboratorio di Dexter di Cartoon Network, il film segue Dexter mentre viaggia nel tempo e incontra versioni futuristiche di se stesso e del suo rivale Mandark. 
Realizzato per la televisione, segna il debutto alla regia del creatore della serie originale Genndy Tartakovsky ed era originariamente destinato a concludere la serie. È stato il primo film per la televisione prodotto da Cartoon Network ed è l'ultimo episodio de Il laboratorio di Dexter ad essere animato utilizzando la tradizionale animazione in rodovetro. 
Il laboratorio di Dexter - Viaggio nel futuro è stato trasmesso negli Stati Uniti su Cartoon Network il 10 dicembre 1999, mentre in Italia su Boing il 22 giugno 2008.

## Trama
Mandark cerca di rubare l'ultima invenzione di Dexter "Il Protonucleo Neuratomico" ma quest'ultimo riesce a fermarlo come sempre. In seguito arrivano dalla macchina del tempo dei robot per distruggere "l'eroe che ha salvato il futuro". Dopo averli sconfitti con il suo fidato Dexterbot Dexter decide di viaggiare nel tempo per scoprire quanto diventerà "figo".
Tuttavia, nel primo periodo in cui visita, Dexter trova una versione alta, magra e debole di se stesso (conosciuta solo come "Numero Dodici") che lavora in un ufficio progettando cubicoli, mentre Mandark è il suo capo ricco, di successo e sadicamente violento. Il Dexter bambino rimprovera il se stesso più vecchio per aver permesso a Mandark di maltrattarlo e riesce a convincerlo a venire con lui nel futuro, ma lascia involontariamente il Protonucleo Neurotomico e i relativi progetti nel suo cubicolo, che Mandark ruba mentre i due Dexter vanno avanti nel tempo.
Nel secondo periodo di tempo, tutta la tecnologia è stata implementata, creando una società utopica di scienza e conoscenza in cui qualsiasi cosa può essere materializzata attraverso il potere del Nucleo. I due Dexter incontrano il loro sé molto più vecchio, un anziano e avvizzito Dexter della stessa altezza del Dexter bambino che è colui che ha portato il mondo in questa nuova era con le sue capacità intellettuali (e il cervello di Mandark in una vasca che non può fare altro che lamentarsi sulla sua situazione). A causa della sua età avanzata, tuttavia, il Dexter anziano non riesce a ricordare nulla di come ha salvato il mondo, quindi viaggiano indietro nel tempo per scoprirlo.
Nel terzo e ultimo periodo temporale, che si svolge tra il primo e il secondo periodo temporale, trovano un mondo distopico in cui tutti sono stupidi e il fuoco e la tecnologia sono proibiti, controllato dal signore supremo Mandark grazie al Protonucleo Neurotomico. Incontrano il Dexter di quest'epoca, che è alto, muscoloso, calvo e sfoggia la barba, mentre combatte i malvagi robot di Mandark. Il Dexter eroe spiega che lui e Mandark erano stati impiegati come ricercatori aziendali molti anni fa, e Mandark, incapace di trovare le idee che Dexter trovava, le rubò e le spacciava per sue, usandole per compiere una la scalata al potere per poi prendere il controllo dell'azienda con un colpo di stato.
Alla fine, Mandark prese il Protonucleo Neurotomico e tentò di sfruttarne il potere, ma impostò il flusso positivo del nucleo su negativo a causa della sua incompetenza con esso, distorcendo la sua mente già malvagia. Mentre le energie ora negative del Nucleo si diffondevano lentamente nel mondo, gradualmente intorpidirono le menti della popolazione e gli permisero di conquistare il mondo, accumulando tutta la scienza e la conoscenza per sé. Dexter, non più in grado di sopportare di essere ridotto in schiavitù e determinato a fermare Mandark, trascorse anni a scavare sottoterra per sfuggire alla torre di Mandark, e quando emerse, il mondo era nel suo stato attuale.
I quattro Dexter, determinati a porre fine una volta per tutte al dominio oppressivo di Mandark, tornano al loro laboratorio in rovina e usano le sue risorse per costruire un robot gigante con cui invadere la sua fortezza. Riescono a farsi strada combattendo  e affrontano Mandark, ora patologicamente obeso a causa della materia cerebrale, con la sua unica forma di locomozione trasportata nella sua tana da un gancio e argano. In inferiorità numerica, Mandark evoca i suoi tre sé dagli altri periodi temporali per aiutarlo a sconfiggere i Dexter. Segue una battaglia in cui ogni Dexter combatte il Mandark del rispettivo periodo di tempo. Numero Dodici alla fine si oppone al suo Mandark dopo essersi finalmente stancato dei suoi abusi, e lo sconfigge prima di radunare gli altri Dexter per raggiungere i controlli del Nucleo.
Il combattimento finisce in una situazione di stallo, entrambi i gruppi si trattengono a vicenda dal premere il pulsante principale del nucleo; tuttavia, Dee Dee emerge dalla macchina del tempo saldata al robot ormai distrutto dei Dexter. La sua presenza improvvisa confonde i Dexter e distrae i Mandark, così nessuno riesce a fermarla mentre lei, spinta dalla sua abitudine di vedere cosa fanno i pulsanti, lo preme lei stessa.
Con il flusso positivo del Protonucleo Neurotomico ripristinato, l'intelligenza del mondo ritorna alla normalità e fa sì che i tre Mandark vengano rimandati ai loro periodi temporali, mentre il Mandark obeso viene ridotto al solo cervello. Tuttavia, i Dexter, realizzando con rabbia che Dee Dee era "colei che ha salvato il futuro", creano un gruppo di cinque robot dalle macerie per vendicarsi di lei per aver inavvertitamente portato via il loro trionfo. Il ragazzino Dexter ordina loro di "distruggere colui che ha salvato il futuro" prima di rimandarli nel passato, mettendo lui stesso involontariamente in moto l'intera serie di eventi.
I Dexter tornano ai periodi di tempo originali. Il Dexter ragazzo ritorna poco prima della sua partenza e si vede combattere i robot che ha appena costruito con il suo altro sé. Rendendosi conto del loop temporale che ha creato, Dexter si confonde quando tenta di comprendere tutto, ma alla fine decide di ignorarlo e va a mangiare un panino.

## Personaggi e doppiatori
- Dexter, voce originale di Christine Cavanaugh, italiana di Federica Valenti.
- Numero 12, voce originale di Christine Cavanaugh, italiana di Federica Valenti.
- Dexter anziano, voce originale di Christine Cavanaugh, italiana di Federica Valenti.
- Dexter eroe, voce originale di Jeff Bennett, italiana di Marco Balbi.
- Mandark, voce originale di Eddie Deezen.
- Mandark presidente, voce originale di Eddie Deezen.
- Mandark cervello, voce originale di Eddie Deezen.
- Mandark signore supremo, voce originale di Eddie Deezen, italiana di Riccardo Peroni.
- Dee Dee, voce originale di Kathryn Cressida, italiana di Jasmine Laurenti.
- Mamma, voce originale di Kath Soucie, italiana di Patrizia Scianca
- Papà, voce originale di Jeff Bennett, italiana di Riccardo Peroni.